# استان چانچامایو
استان چانچامایو (به اسپانیایی: Provincia de Chanchamayo) یک استان در پرو است که در منطقه خونین واقع شده‌است. استان چانچامایو ۴٬۷۲۳٫۴ کیلومتر مربع مساحت و ۱۵۱٬۴۸۹ نفر جمعیت دارد.